# 13-й район
«Тринадцятий район» (фр. Banlieue 13) — французький художній фільм 2004 року, знятий режисером П'єром Морелем за сценарієм Люка Бессона. Фільм, зокрема, відомий завдяки використанню елементів паркуру, що виконувалися вживу, без будь-яких технічних засобів чи застосування комп'ютерної графіки. Давид Белль, засновник паркуру, зіграв роль головного героя — Лейто.
Кінострічка відоміша під назвою «B13», саме так вона була представлена у Франції на афішах.

## Сюжет
2010 рік, Париж, в зв'язку з розгулом злочинності деякі особливо небезпечні райони французької столиці перетворені на закриті зони і відгороджені від благополучних кварталів бетонною стіною. За нею вирує зовсім інше життя: тут процвітає торгівля наркотиками і зброєю, тут навіть діти не виходять з будинку без зброї, тут давно не працюють школи і поліклініки, тут поліція не стоїть на варті закону, а лише захищає себе, або ж сама підтримує беззаконня. Ватажкові однієї з банд вдається заволодіти нейтронною бомбою. Щоб знешкодити її, в 13-й район вирушає офіцер спецназу Дам'єн. Проникати в небезпечні зони — його професія, проте цього разу йому таки потрібен провідник. Союзником Дам'єна стає Лейто, відчайдушний хлопець, сестра якого викрадена тим же самим ватажком
Через півроку — лідер злочинної групи Карлос Монтойя дізнається в казино, що його банду хтось здав в поліцію. Він підозрює в цьому свого підручного Педро і, в результаті невеликої сутички, вбиває його. Однак, у цей момент, інший його підручний зізнається, що його звуть Дам'єн Томасо, і він капітан французької поліції, а Монтойя заарештований. Наступного дня Дамєн отримує завдання знешкодити бомбу, яку захопили місцеві банди в 13 районі. У помічники йому визначають Лейто, якого Дам'єн ще повинен завербувати на цю операцію. Дам'єна садять в ту вантажівку, що і Лейто, і організовують перевіз в іншу в'язницю. Однак, по дорозі Дам'єн викрадає поліцейську вантажівку і просить Лейто відвезти його в 13 район до Тахи, щоб тому помститися. Лейто погоджується, але згодом здогадується, що Дам'єн не той, за кого себе видає. Дам'єн розповідає Лейто правду про бомбу. Лейто погоджується допомогти. Він дзвонить Тахі і призначає зустріч, на якій Дам'єн пропонує викупити бомбу. Помічник Тахи диктує поліції номер рахунку. Однак, дізнавшись суму, поліцейські відмовляються платити, але Дам'єн говорить Тахі, що гроші будуть. До цього часу їх садять під охорону. У цей час Лейто здогадується, що бомба невипадково потрапила в 13 район, а дізнавшись, що поліція платити не буде, пропонує Дам'єну бігти.
Лейту i Дам'єн вдається втекти через виритий Лейто таємний хід в старій каналізації. Вони знаходять бомбу і виявляють, що до неї наручниками прикута Лола. У цей момент Таха дізнається, що його обдурили, закривши всі його рахунки, і в результаті його ж команда його і вбиває. Тимчасово кермо влади бере в руки К2. Він наказує влаштувати сафарі на Лейто і Дам'єна.
Після довгої гонитви двох таки заганяють у глухий кут. Пізніше К2 і Дам'єн домовляються. Дам'єн знешкоджує бомбу, а К2 відпускає їх. Пізніше, вже перебуваючи на даху, Лейто знаходить Лолу. Тим часом Дам'єн намагається дізнатися код відключення бомби. По телефону міністр диктує Дамєну код відключення бомби, який Лейто здається дуже підозрілим, тому що він відповідає поточній даті, номеру району і кварталу, де знаходиться бомба. Лейто вважає, що код потрібен для того, щоб активувати бомбу, а не знешкодити її. Дам'єн не вірить йому, і між ними починається бійка. В результаті Лейто і Лолі вдається стримати Дам'єна до закінчення часу, і бомба не вибухає. Дам'єн приголомшений. Лейто говорить Лолі, що все закінчилося. Але Дам'єн говорить зворотне.
Лейто i Дам'єн приносять бомбу в кабінет міністра, де намагаються її нібито відключити. Міністр зізнається, що вся справа Дам'єна — обман, бомба повинна була вибухнути в 13 районі, бо його неможливо контролювати, злочинність росте, а район утримувати занадто дорого. Однак міністр не підозрює, що вся ця розмова записується на камеру та подається в прямий ефір.
Остання сцена — Дам'єн говорить Лейто і Лолі, що незабаром почнуть зносити стіну навколо тринадцятого району, а пізніше відкриють поліцейську ділянку і школу.

## У ролях
- Давид Белль — Лейто
- Сиріл Раффаеллі — Дам'єн Томасо
- Тоні Д'Амаріо — К2
- Дані Веріссімо — Лола
- Бібі Насері — Таха
- Франсуа Шатто — Крюгер
- Ніколас Войріон — Корсіні

## Вихід у прокат
Світова прем'єра відбулася 10 листопада 2004 року у Франції. Фільм отримав рейтинг R за оцінкою MPAA
- Франція — 10 листопада 2004 (оригінальна назва — Banlieue 13)
- Бельгія — 1 грудня 2004
- Казахстан — 21 січня 2005
- Україна — 27 січня 2005
- Росія — 27 січня 2005 (оригінальна назва — Тринадцатый район)
- Чехія — 31 березня 2005
- Таїланд — 13 квітня 2005 (оригінальна назва — 13th District)
- Угорщина — 14 квітня 2005 (в рамках фестивалю Дні французького кіно, оригінальна назва — B13 — A bűnös negyed)
- ОАЕ — 20 квітня 2005
- Польща — 22 квітня 2005 (оригінальна назва — 13. dzielnica)
- США — 10 червня 2005 (в рамках міжнародного кінофестивалю в Сіетлі, оригінальна назва — District B13)
- Японія — 16 червня 2005 (в рамках фестивалю французького кіно)
- Нідерланди — 16 серпня 2005
- Канада — 9 вересня 2005 (в рамках міжнародного кінофестивалю в Торонто, оригінальна назва — District B13)
- Фінляндія — 21 вересня 2005 (оригінальна назва — 13th District)
- Болгарія — 18 листопада 2005
- Швеція — 23 листопада 2005 (оригінальна назва — B13 — 13th District)
- Мексика — 25 листопада 2005 (в рамках фестивалю франко-мексиканского кіно)
- Сингапур — 23 березня 2006 (оригінальна назва — 13th District)
- Ірландія — 7 липня 2006
- Велика Британія — 7 липня 2006 (оригінальна назва — 13th District)
- Південна Корея — 24 серпня 2006
- Ісландія — 9 листопада 2006

## Збори у прокаті
Бюджет фільму склав 12 млн$.
В перший вікенд показу в США зібрав у прокаті $411,544. Загальні збори у США склали — $1 200 216. в інших країнах — $8 287 061, у Росії — $1 008 237. Загальні збори — $9 487 277

## Саундтрек
| Список композицій | Список композицій              | Список композицій | Список композицій |
| #                 | Назва                          | Виконавець        | Тривалість        |
| ----------------- | ------------------------------ | ----------------- | ----------------- |
| 1.                | «Resistant»                    | Iron Sy           | 04:11             |
| 2.                | «Paname»                       | MC Jean Gab1      | 04:32             |
| 3.                | «Cause A Effet»                | Diams             | 05:13             |
| 4.                | «Warriorz»                     | Rohff             | 04:43             |
| 5.                | «Mental De Vietcong»           | IAM               | 04:24             |
| 6.                | «Delinquante Musique»          | Lino              | 05:46             |
| 7.                | «Motors»                       | Da Octopusss      | 02:01             |
| 8.                | «En Bas De Ma Fenetre»         | Singuila          | 03:39             |
| 9.                | «Je Ne Pourrai Jamais Oublier» | Nuttea            | 04:08             |
| 10.               | «Ladies»                       | Kayliah           | 03:52             |
| 11.               | «Loin De Ca»                   | Jmi Sissoko       | 03:22             |
| 12.               | «Bomb»                         | Da Octopusss      | 02:47             |
| 13.               | «Warriorz»                     | Oxmo Puccino      | 04:30             |
| 14.               | «Jai Le Vocal De Taille»       | Loovay            | 03:49             |
| 15.               | «Ecoute L Echo»                | Melissa           | 03:25             |
| 16.               | «Banlieue 13»                  | Da Octopusss      | 02:57             |
| 17.               | «Opera»                        | Da Octopusss      | 03:43             |

## Нагороди
- 2006 Golden Trailer — Best Foreign Action Trailer

## Дивитись також
- Паркур
- 13-й район: Ультиматум